# Edward Oldcorne

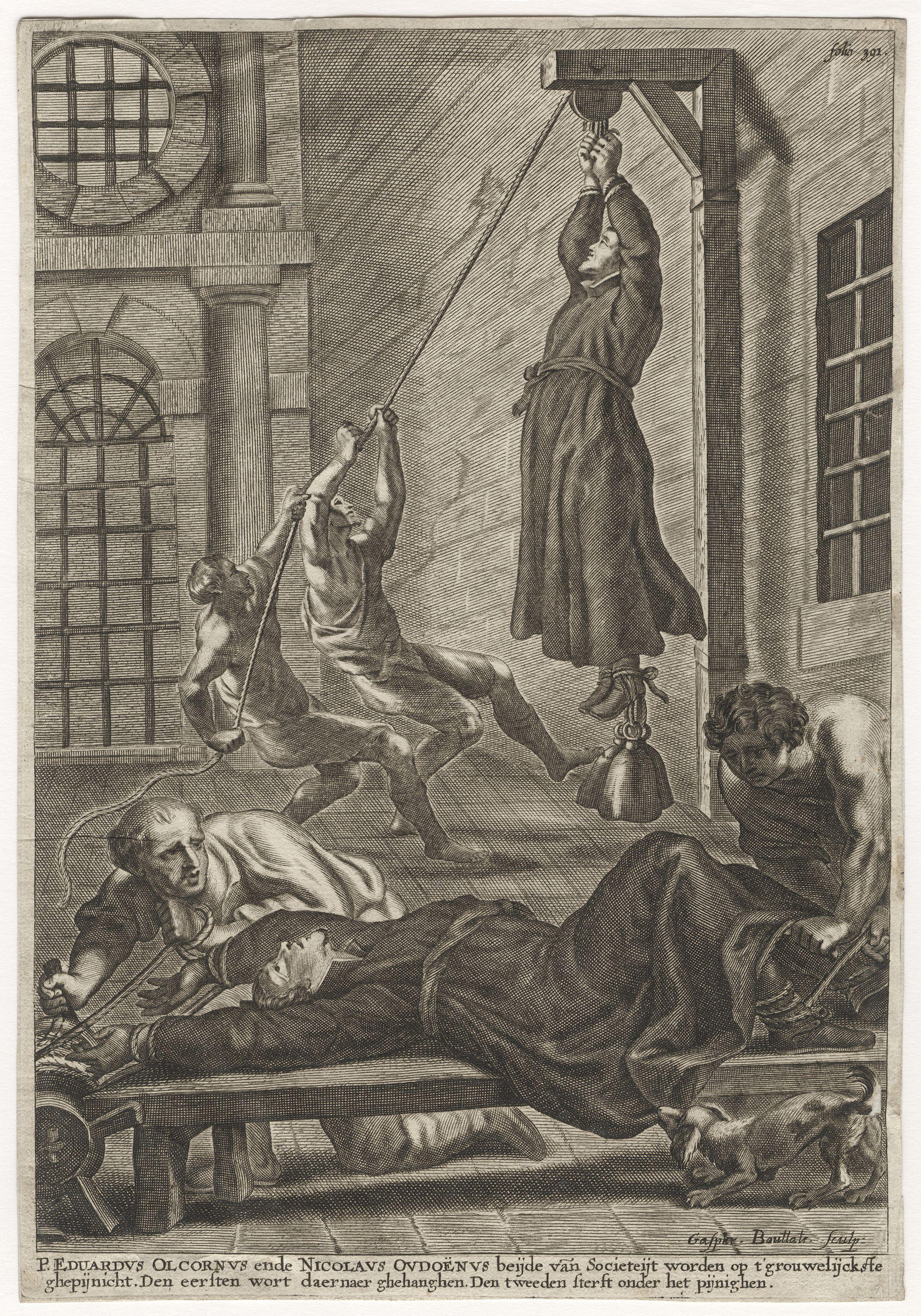
Staloryt autorstwa G. Bouttatsa (1640–1696) przedstawiający śmierć Edwarda Oldcorna i Mikołaja Owena.

Edward Oldcorne SJ, (ur. 1561 w Yorku, zm. 7 kwietnia 1606 w Red Hill) – angielski jezuita, ofiara antykatolickich prześladowań w Anglii okresu reformacji, zabity na fali prześladowań katolików zapoczątkowanych przez Henryka VIII ustanawiającego zwierzchność króla nad państwowym Kościołem anglikańskim, czczonych w Kościele katolickim jako męczennik za wiarę.

## Życiorys
Wychowany był w wierze katolickiej przez matkę. Wjechał do Francji, 12 sierpnia 1581 roku wstąpił do seminarium duchownego i podjął naukę w kolegium angielskim w Reims. Po roku wyjechał do Rzymu gdzie kontynuował studia (w Venerabile Collegio Inglese), zaś superior Claudio Acquaviva przyjął go do Towarzystwa Jezusowego. Gdy ukończył nowicjat 23 sierpnia 1587 roku przyjął sakrament święceń kapłańskich w bazylice św. Jana na Lateranie. Wysłany na misje do ojczyzny w listopadzie 1588 roku dotarł na plażę w pobliżu Norfolk wraz z ojcem Johnem Gerardem. Potajemnie realizował powołanie duszpasterzując u boku o. Henry Garneta w Londynie, a następnie korzystając z pomocy rodziny Sir Thomasa Habingtona razem z o. Rudolfem Ashleyem w Hindlip Hall (w hrabstwie Worcestershire). Apostołując przez siedemnaście lat używał nazwiska Hall. Na skutek donosu złożonego przez Humphreya Littletona aresztowano obydwu jezuitów. Postawiono im zarzut udziału w spisku prochowym i poddano torturom w Londyńskiej Tower. Mimo braku dowodów i nieprzyznania się do winy skazany został na śmierć w Worcester, a wyrok przez powieszenie i poćwiartowanie wykonano 7 kwietnia 1606 w Red Hill.

## Znaczenie
Pomówiony o udział w spisku prochowym, Edward Oldcorne był jedną z ofiar okresu reformacji w Anglii skazanych na śmierć za to, że był duchownym katolickim co w świetle obowiązującego Aktu supremacji traktowane był jak zdrada stanu.
Beatyfikacji Edwarda Oldcorna wraz z innymi angielskimi męczennikami dokonał papież Pius XI 15 grudnia 1929.
Wspomnienie liturgiczne błogosławionego męczennika w Kościele katolickim obchodzone jest w Dies natalis (7 kwietnia), a jego atrybutem palma.
Szczególnym miejscem kultu jest Edward Oldcorne Catholic College w hrabstwie Worcestershire.